# Galium bryoides
Galium bryoides är en måreväxtart som beskrevs av Elmer Drew Merrill och Lily May Perry. Galium bryoides ingår i släktet måror, och familjen måreväxter. Inga underarter finns listade i Catalogue of Life.